# Marianne Dujardin
Marianne Dujardin (soms: Marie-Anne) is een Franse actrice en toneelregisseur geboren rond 1680 en gestorven omstreeks 1746.
Ze zong in het koor van de Koninklijke muziekacademie van Parijs en figureerde zo in de uitvoering van Iphigénie en Tauride van Danchet en Campra (6 mei 1704), van La Vénitienne van La Motte en La Barre (16 mei 1705) en in de heruitvoering van Alceste van Quinault en Lully (25 november 1706). Ze nam enkele belangrijke rollen voor haar rekening zoals die van Junon in Sémélé van La Motte en Marais (9 april 1709) en Manto in Manto la Fée van Mennesson en Stuck (29 januari 1711). Dit was haar laatste rol in  l'Opéra, die ze datzelfde jaar verlaat om naar Rouen te gaan.
Het jaar daarop regisseerde ze een groep die in Brussel en Gent speelde. In 1718 kwam ze met haar groep aan in Rennes en ging zo via het noorden verder richting Rijsel. Ze werd aangenomen in het gezelschap van Denis en Garnier waar ze later de leiding over kreeg.
Haar nieuwe groep speelde in Den Haag en in Antwerpen van 1721 tot 1723, daarna in Brussel in 1724, waar ze de leiding van de Koninklijke Muntschouwburg op zich nam van 1725 tot 1726. Ze was regisseur van het theater van Metz van 1729 tot 1731, daarna werd ze nog gesignaleerd in Avignon (1731), Bayonne (1733), Toulouse en Montauban (1734) en ten slotte in Marseille van 1734 tot 1736.
In 1735 bevond ze zich in Bordeaux waar ze toestemming kreeg om een nieuwe, open zaal te bouwen in de tuin van het Hôtel de Ville. Verder was ze nog in Bayonne (1736-1737), Avignon (1738) en Toulouse (1737). In 1738 keerde ze terug naar Marseille. In Bordeaux en Toulouse zong ze nog de Spirituele concerten van Lyon in 1746. Dat is het laatste wat van haar vernomen werd.
Marianne Dujardin was een van de belangrijkste toneelregisseurs van de 18e eeuw. Ze effende het pad voor andere vrouwen zoals Mademoiselle Montansier ofwel Marguerite Brunet.